# Edmond Serneels
Edmond Serneels was een Belgische architect. Hij werd geboren te Etterbeek in 1875 en overleed in 1934.

## Leven
Edmond Serneels studeerde architectuur aan de Sint-Lucasschool te Brussel.
Hij verschafte enkele jaren werk aan architect Augustin Goovaerts (° Schaarbeek 1885, † Brussel ~1943). Deze laatste hielp Edmond Serneels bij het tekenen van plans voor de bouw van de Sint-Antonius van Paduakerk te Etterbeek.
Het grootste deel van Serneels' activiteit vond plaats vanaf 1900 tot vlak voor de Eerste Wereldoorlog.
Tijdens de oorlog was er een terugval, met herneming van de activiteiten na het herstel van de vrede.
Serneels bouwde in de omgeving van de Belgische hoofdstad vooral huizen in de neogotische en eclectische stijl, maar ook een groot appartementsgebouw, sociale woningen, alsook drie kerken en schoolgebouwen.
Hij leefde te Etterbeek in een door hem zelf gebouwde woning in de Lodewijk Hapstraat 199.
Ter zijner gedachtenis werd door beeldhouwer Edmond de Valériola in 1935 een buste gemaakt, die werd opgesteld aan het Sint-Antoonplein te Etterbeek.

## Werken(selectie)
- 1902: Burgerhuis in eclectische stijl met neogotische elementen, Louis Hapstraat 199, Etterbeek (Eigen woning van architect Edmond Serneels)
- 1902: Huis in eclectische stijl met art-nouveau-kenmerken, Oudergemlaan 268, Etterbeek
- 1903: Herenhuis in neo-Vlaamse renaissancestijl, Hoornstraat 115, Etterbeek
- 1903, 1904, 1926, 1927: Schoolgebouw "Instituut Sint-Geneviève", Eudore Pirmezlaan 43-45-47-49, Etterbeek
- 1904: Herenhuis in eclectische stijl, Nerviërslaan 129, Etterbeek
- 1905 & 1913: Schoolgebouw onder leiding van de "Broeders van Sint-Gabriël", Nothombstraat 54 (anno 1905) en 50 (anno 1913), Etterbeek
- 1906: Sint-Antonius van Paduakerk in neogotische stijl (plannen opgesteld in samenwerking met G. Cochaux-Segard), Sint-Antoonplein, Etterbeek
- 1906: Huis in neogotische stijl, Sint-Antoonplein 33-34, Etterbeek
- 1906-1907: Voormalige pastorie, naderhand klooster in neogotische stijl, Victor Jacobslaan 12, Etterbeek
- 1906-1907: Herenhuis in neogotische stijl, Victor Jacobslaan 14, Etterbeek
- 1909: Burgerhuis in neogotische stijl, Albert-Elisabethlaan 30, Sint-Lambrechts-Woluwe
- 1910: Herenhuis in eclectische stijl, Frédéric Pelletierstraat 76, Schaarbeek
- 1910: Burgerhuis in eclectische stijl met neogotische elementen, Artanstraat 116, Schaarbeek
- 1912: Woning in electische stijl, Jules Maloulaan 68, Etterbeek
- 1912: Woning in electische stijl met art-nouveau-elementen, Ahornbomenstraat 10, Etterbeek
- 1913: Woning in electische stijl, Albert Meuricestraat 15, Etterbeek
- 1913: Woning in eclectische stijl, Eudore Pirmezlaan 21, Etterbeek
- 1920: Appartementsgebouw, Chambérystraat 48, Etterbeek
- 1921: Medicochirurgisch instituut "Sint-Jozef" in eclectische stijl, Jules Maloulaan 52-54-56-58-60, Etterbeek
- 1925: Vergroting van het Instituut "Sint-Stanislas" (bouw van bijkomende klaslokalen), Nerviërslaan 115, Etterbeek
- 1925: Vergroting van het schoolgebouw "Instituut Sint-André" (bouw van bijkomende lokalen), Renbaanlaan 180, Elsene
- 1925: Onze-Lieve-Vrouw van het Heilig Hartkerk, Tervaetestraat 24, Etterbeek
- 1927: Woning in beaux-artsstijl, Baron de Castrostraat 8, Etterbeek
- 1928-1929 (bouw 1930-1931): Sint-Albertuskerk, Victor Hugostraat 147-155, Schaarbeek
- 1929: "Gesù-residentie" (voorheen seminarie en klooster) in art-decostijl. Dwarsstraat 2 ,  Hoek v.d. Haachtse Steenweg 8 met de Staartsterstraat, Sint-Joost-ten-Node
- Herenhuis met neo-Vlaamse renaissance-elementen, Koningsveldstraat 115, Etterbeek

## Galerij

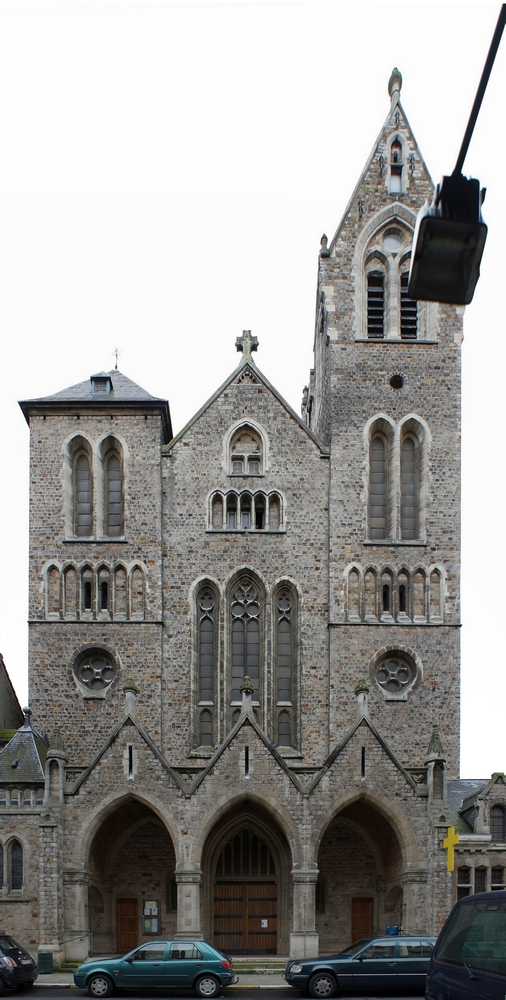
Sint-Albertuskerk te Schaarbeek (1930-1931)
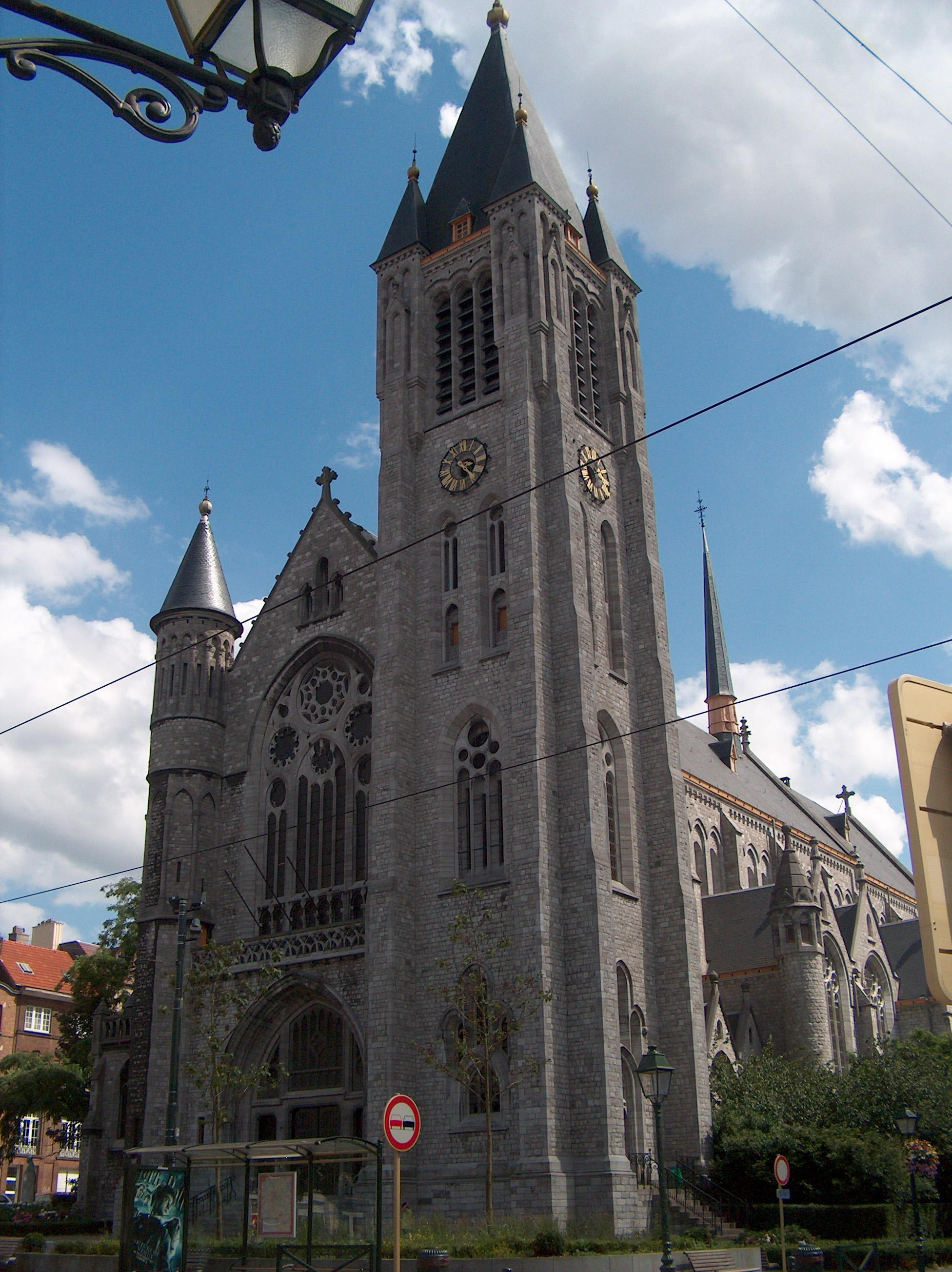
Sint-Antoniuskerk te Etterbeek (1906)
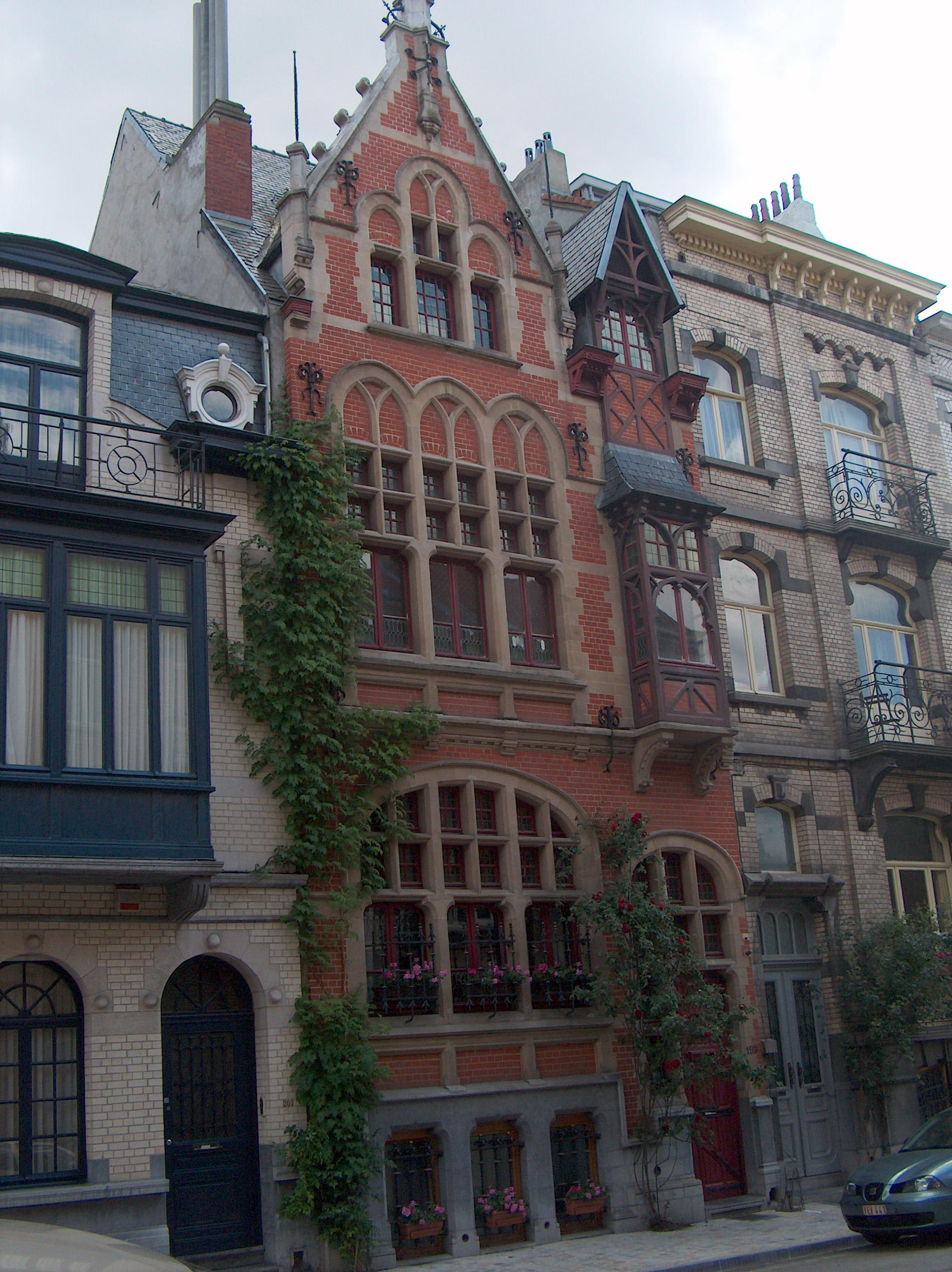
Lodewijk Hapstraat 199, Etterbeek. Door bouwmeester Serneels zelf ontworpen en bewoond (1902).